# Liste von Erdbeben in China

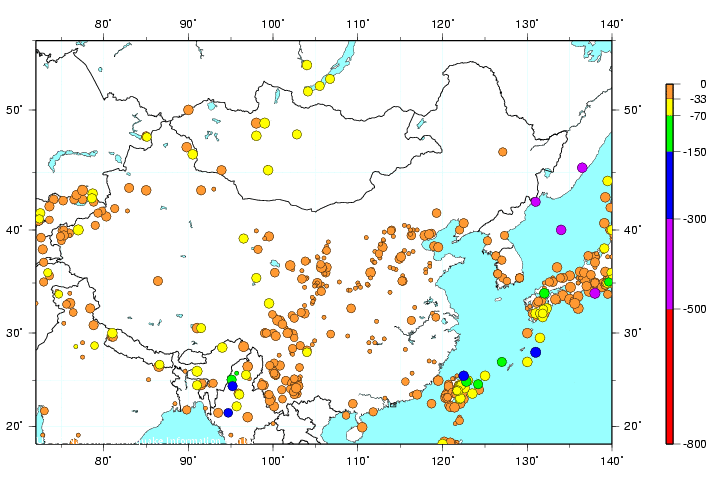
Größere Erdbeben in Ostasien seit 186 v. Chr. Die Skala gibt die Tiefe des Erdbebens an

Die Liste der Erdbeben in China verdeutlicht den Einfluss, den Erdbeben in der langen Geschichte dieser Region hatten. In den dicht bevölkerten Provinzen Chinas richteten Erdbeben immer wieder verheerende Schäden an, darunter mit dem Erdbeben in Shaanxi 1556 dasjenige mit der höchsten weltweit bekannten Opferzahl. Nicht aufgeführt sind die ebenfalls zahlreichen Erdbeben auf Taiwan.

## Überblick
China ist ein Land der Erdbeben. Plattentektonische Vorgänge setzen die Erdkruste unter Spannung und verursachen immer wieder großen Schaden mit Tausenden von Toten: die Kollision der Indischen Platte mit der Eurasischen im Südwesten und Westen, die den Himalaya aufwirft, und der pazifische Erdbebengürtel vor der gesamten Westseite.
Die Erdbeben in China sind in bestimmten Gebieten sehr häufig. Diese Erdbebengebiete werden in fünf Erdbebenprovinzen mit insgesamt 23 Erdbebengürteln eingeteilt:
- Osten: Taiwan und das umgebende Meer
- Südwesten: Tibet, West-Sichuan und West-Yunnan
- Nordwesten: Gansu, Hexi-Korridor, Qinghai, Ningxia und Tianshan
- Norden: Taihangshan mit den Flüssen Fen He und Wei He, Yin Shan, Yan Shan, Shandong und die Bohai-Bucht
- Südosten: Küstenzone, zum Beispiel bei Guangdong oder Fujian

Berichte von Erdbeben sind in vielen alten chinesischen Schriften zu finden. Die älteste bekannte Erwähnung eines Erdbebens findet sich in den Bambusannalen (Records on the Bamboo Book) aus dem 23. Jahrhundert v. Chr. Das Zhongguo dizhen lishi ziliao huibian, eine Sammlung historischer Erdbeben aus den 1980ern, führt etwa 40.000 Erdbeben auf, von denen mehr als 15.000 Verluste verursachten.

Mehr als 3000 Erdbeben mit Magnituden über 5 haben sich seit 1973 in China ereignet.

## Liste von Erdbeben in China
T = Tiefe des Erdbebenherdes in km

M = Magnitude

Q = Quelle der Informationen
Die vor allem in den 1990ern häufiger stattfindenden unterirdischen Atomtests – hauptsächlich in Sichuan – erzeugten Beben mit Magnituden von über 5. Sie wurden ebenfalls weltweit aufgezeichnet, sind hier jedoch nicht aufgeführt.

### Erdbeben vor 1950
| Datum              | Koordinate                  | Ort                         | Provinz                   | Tote     | Besonderheiten | T  | M         | Q       |
| ------------------ | --------------------------- | --------------------------- | ------------------------- | -------- | --- | -- | --------- | ------- |
| 780 v. Chr.        | 34° 30′ 0″ N, 107° 48′ 0″ O | Qishan                      | Shaanxi                   |          | Erdbeben von Qishan in Shaanxi 780 v.Chr. |    | > 7       | 5       |
| 1. Juni 70 v. Chr. | 36° 18′ 0″ N, 119° 12′ 0″ O | Zhucheng, Changle           | Shandong                  | > 6000   | Erdbeben von Zhucheng und Changle in Shandong 70 v.Chr. |    | ≥ 7       | 5       |
| 143                | 35° 0′ 0″ N, 104° 0′ 0″ O   | Gangu                       | Gansu                     |          | Erdbeben im Westen von Gangu in Gansu 143 |    | 7         | 5       |
| Herbst 180         | 39° 24′ 0″ N, 99° 30′ 0″ O  | Gaotai                      | Gansu                     |          | Erdbeben im Westen von Gaotai in Gansu 180 |    | 7,5       | 5       |
| 23. Mai 512        | 38° 54′ 0″ N, 112° 48′ 0″ O | Yuanping, Dai               | Shanxi                    | 5.310    | Erdbeben zwischen Yuanping und Dai in Shanxi 512 |    | 7,5       | 5       |
| 24. März 734       | 34° 36′ 0″ N, 105° 36′ 0″ O | Tianshui                    | Gansu                     | ≈ 40000  | Erdbeben nahe Tianshui in Gansu 734 |    | > 7       | 5       |
| 6. Apr. 814        | 27° 54′ 0″ N, 102° 12′ 0″ O | Xichang                     | Sichuan                   | ≈ 100    | Erdbeben im Gebiet von Xichang in Sichuan 814 |    |           | 6       |
| 24. Okt. 849       | 40° 48′ 0″ N, 109° 48′ 0″ O | Baotou                      | Innere Mongolei           | > 1000   | Erdbeben im Nordwesten von Baotou in der Inneren Mongolei 849 |    | 7         | 5       |
| 15. Jan. 1038      | 38° 24′ 0″ N, 112° 54′ 0″ O | Taiyuan                     | Shanxi                    | 23000    | Schwere Zerstörungen im Umkreis von Taiyuan. |    |           |         |
| 1057               | 39° 42′ 0″ N, 116° 18′ 0″ O | Peking                      | Hebei                     | 25.000   | |    |           | 6       |
| 1143               | 38° 30′ 0″ N, 106° 18′ 0″ O | Ningxia                     |                           | 10.000   | |    | 6         | 6       |
| 1219               | 36° 0′ 0″ N, 106° 12′ 0″ O  | Ningxia                     |                           | 10.000   | |    | 6,5       | 6       |
| Aug. 1289          | 40° 0′ 0″ N, 116° 30′ 0″ O  | Peking                      | China                     | 10.000   | |    |           | 6       |
| 27. Sep. 1290      | 41° 30′ 0″ N, 119° 18′ 0″ O | Ningcheng                   | Hebei                     | 100.000  | |    | 6,8       | 2/6     |
| 25. Sep. 1303      | 36° 18′ 0″ N, 111° 42′ 0″ O | Hongdong, Taiyuan, Pingyang | Shanxi                    | > 200000 | Schwere Schäden in Taiyuan and Pingyang, über 100.000 Gebäude zerstört. Mehrere 100.000 Verletzte. Bedeutende Änderungen der Erdoberfläche. |    | 8         | 4       |
| 17. Juni 1515      | 26° 36′ 0″ N, 100° 48′ 0″ O | Lijiang, Xichang            | Sichuan                   |          | Todesopfer |    | 7,5       | 1       |
| 19. März 1536      | 28° 6′ 0″ N, 102° 12′ 0″ O  | Xichang                     | Sichuan                   |          | Zahlreiche Todesopfer |    |           | 1       |
| 23. Jan. 1556      | 34° 30′ 0″ N, 109° 42′ 0″ O | Kreis Hua, Yueyang          | Shaanxi                   | 830.000  | Absinken eines Gebiets zwischen Shaanxi und Gansu, siehe Erdbeben in Shaanxi 1556. Das Erdbeben gilt als das opferreichste der gesamten Menschheitsgeschichte. |    | 8         | 1/2/6   |
| 29. Dez. 1604      | 25° 0′ 0″ N, 119° 30′ 0″ O  |                             | Fujian                    |          | Seebeben in der Taiwan-Straße vor der Insel Meizhou |    | 8         | 1       |
| 13. Juli 1605      | 19° 54′ 0″ N, 110° 30′ 0″ O | Qiongzhou, Haikou           | Hainan                    |          | Tausende Todesopfer, schwere Schäden in Qiongshan, Wenchang, Chengmai. Das Beben richtete Schäden auch in den Provinzen Shanxi, Shaanxi und Henan an und war über zahlreiche Provinzen hinweg spürbar. |    | 8         | 1/4     |
| 25. Okt. 1622      | 36° 30′ 0″ N, 106° 18′ 0″ O |                             | Ningxia                   | 12.000   | |    | 7         | 1/6     |
| 28. Juni 1626      | 39° 24′ 0″ N, 114° 12′ 0″ O |                             | Shanxi                    | 5.000    | |    | 7         | 6       |
| 21. Juli 1654      | 34° 18′ 0″ N, 105° 30′ 0″ O | Tianshui                    | Gansu                     | 10.400   | |    | 8         | 6       |
| 25. Juli 1668      | 34° 48′ 0″ N, 118° 30′ 0″ O | Linyi                       | Shandong                  | > 50000  | Erdbeben von Shandong 1668. Große Schäden in den Gebieten von Linyi, Tancheng und Ju in Shandong. Linyi und Tancheng wurden komplett zerstört. Erdrutsche, Erdspalten, Sandvulkane. Noch in über 1000 km Entfernung spürbar. Es gilt als das stärkste Erdbeben in Ostchina und das zweitstärkste Erdbeben in China. | 36 | 8,5       | 4       |
| 2. Sep. 1679       | 40° 0′ 0″ N, 117° 0′ 0″ O   | Sanhe, Pinggu               | Hebei                     | 13.162   | |    | 8         | 4/6     |
| 18. Mai 1695       | 36° 0′ 0″ N, 111° 30′ 0″ O  | Linfen                      | Shanxi                    | > 27000  | Zahlreiche Todesopfer, schwere Zerstörungen in Linfen und Pingyang |    | 8         | 1/4/6   |
| 19. Juni 1718      | 35° 0′ 0″ N, 105° 12′ 0″ O  | Tianshui, Tongwei           | Gansu                     | 73.000   | Erdrutsche und verbreitete Zerstörung in Tongwei, Ganyu, Jingning, Zhuanglang, Qin’an, Tianshui und anderen Regionen, fühlbar auch in Shanxi, Shaanxi und Henan |    | 7,5       | 1/6     |
| 29. Jan. 1732      |                             | Xichang                     | Sichuan                   |          | Mehr als die Hälfte aller Wohnhäuser stürzte ein. |    | 6,75      | 1       |
| 2. Aug. 1733       | 26° 12′ 0″ N, 103° 6′ 0″ O  | Dongchuan                   | Yunnan                    |          | Todesopfer |    |           | 1       |
| 3. Jan. 1739       | 38° 54′ 0″ N, 106° 30′ 0″ O | Pingluo, Yinchuan           | Ningxia                   | 50.000   | Schwere Zerstörungen in Pingluo, Xinqu und Baofen, Feuersbrünste. Noch in 900 km Entfernung spürbar. |    | 8         | 4/6     |
| 1. Juni 1786       | 29° 54′ 0″ N, 102° 18′ 0″ O | Ya’an, Kangding             | Sichuan                   | > 250    | Epizentrum zwischen Ya'an und Gongga Shan. Schwere Zerstörungen in Kangding, 90 % der Häuser wurden zerstört. Zahlreiche Erdrutsche. Siehe Erdbeben im Süden von Kangding in Sichuan 1786 |    | 7,5       | 1/4     |
| 8. März 1812       | 43° 42′ 0″ N, 83° 0′ 0″ O   | Kreis Nilka / Nileke        | Xinjiang                  |          | Kilometerlange Erdspalten, Landschaftsveränderungen in einer 40 × 100 km großen Zone |    | 8         | 1/4/6   |
| 23. Okt. 1815      | 34° 48′ 0″ N, 111° 12′ 0″ O | Pinglu                      | Shanxi                    | 13.000   | Schwere Schäden unter anderem in Hedong, Xiezhou, Anyi, Yuncheng, Yuxiang, Pinglu und Ruicheng |    | 6,8       | 6       |
| 12. Juni 1830      | 36° 24′ 0″ N, 114° 12′ 0″ O | Cixian                      | Hebei                     | 7.477    | |    | 7,5       | 6       |
| 6. Sep. 1833       | 25° 12′ 0″ N, 103° 0′ 0″ O  | Songming                    | Yunnan                    | 6.700    | |    | 8         | 6       |
| 12. Sep. 1850      | 27° 48′ 0″ N, 102° 18′ 0″ O | Xichang, Puge               | Sichuan                   | 20.650   | Zahlreiche Schäden an Gebäuden, Öffnung von großen Erdspalten. |    | 7,5       | 1/2     |
| 10. Juni 1856      | 29° 42′ 0″ N, 108° 48′ 0″ O | Xianfeng, Qianjiang         | Hubei, Chongqing, Sichuan | > 1000   | Erdrutsche und zu großen Seen aufgestaute Flüsse. |    | 6         | 1/4     |
| 1. Juli 1879       | 33° 12′ 0″ N, 104° 42′ 0″ O | Wudu                        | Gansu                     | 22.000   | |    | 8         | 6       |
| 22. Aug. 1902      | 39° 52′ 48″ N, 76° 12′ 0″ O | Atushi                      | Xinjiang                  | > 10000  | Mehr als 30.000 zerstörte Häuser, große Erdspalten. | 30 | 8,3       | 4/6     |
| 30. Juli 1917      | 28° 0′ 0″ N, 104° 0′ 0″ O   |                             | Yunnan                    | 1.800    | | 60 | 6,5 / 7,5 | 1       |
| 13. Feb. 1918      | 23° 30′ 0″ N, 117° 0′ 0″ O  | Nan’ao                      | Guangdong                 | 1.000    | |    | 7,3       | 1       |
| 16. Dez. 1920      | 36° 30′ 0″ N, 105° 42′ 0″ O | Haiyuan, Lijunbu, Ganyanchi | Ningxia                   | > 200000 | Das Erdbeben von Haiyuan 1920, auch Kansu- oder Gansu-Erdbeben genannt. Auf Rang 4 im Hinblick auf die Beben mit den höchsten bekannten Opferzahlen. | 25 | 8,6 / 7,8 | 1       |
| 24. März 1923      | 31° 18′ 0″ N, 100° 48′ 0″ O | Luhuo                       | Sichuan                   | 3.500    | |    | 7,3       | 1       |
| 16. März 1925      | 25° 42′ 0″ N, 100° 12′ 0″ O | Dali (autonomer Bezirk)     | Yunnan                    | 5.800    | |    | 7,1       | 1       |
| 22. Mai 1927       | 36° 42′ 0″ N, 102° 0′ 0″ O  | Xining, Gulang, Wuwei       | Qinghai                   | > 40.900 | Gulang-Erdbeben von 1927 | 25 | 8,3 / 7,6 | 1       |
| 10. Aug. 1931      | 47° 6′ 0″ N, 89° 48′ 0″ O   | Kreis Koktokay, Gongyun     | Xinjiang                  | 10.000   | starke Landveränderungen | 25 | 8         | 2/3/4/6 |
| 25. Dez. 1932      | 39° 42′ 0″ N, 96° 42′ 0″ O  | Changma (Yumen)             | Gansu                     | 275      | |    | 7,6       | 2/6     |
| 25. Aug. 1933      | 32° 0′ 0″ N, 103° 42′ 0″ O  | Diexi, südl. Huanglong      | Sichuan                   | 9.300    | Diexi-Erdbeben von 1933 (Erdbeben im Kreis Mao) |    | 7,4       | 1       |
| 7. Jan. 1937       | 35° 30′ 0″ N, 98° 0′ 0″ O   |                             | Qinghai                   |          | | 60 | 7,6       | 1       |
| 26. Dez. 1941      | 22° 12′ 0″ N, 100° 6′ 0″ O  |                             | Yunnan                    |          | Todesopfer |    | 7         | 1       |
| 17. März 1947      | 33° 0′ 0″ N, 99° 30′ 0″ O   |                             | Qinghai                   |          | | 60 | 7,7       | 1       |
| 25. Mai 1948       | 29° 42′ 0″ N, 100° 18′ 0″ O |                             | Sichuan                   | 800      | westlich des Gongga Shan |    | 7,3       | 1       |

### Erdbeben seit 1950
| Datum         | Koordinate                    | Ort                                                                                    | Provinz                           | Tote    | Besonderheiten | T      | M         | Q                            |
| ------------- | ----------------------------- | -------------------------------------------------------------------------------------- | --------------------------------- | ------- | --- | ------ | --------- | ---------------------------- |
| 15. Aug. 1950 | 28° 36′ 0″ N, 96° 30′ 0″ O    | Nyingchi, Qamdo, Zhamo                                                                 | Tibet, Assam (Indien)             | 1.526   | Es ist das stärkste registrierte Erdbeben an Land. Siehe Assam-Erdbeben 1950. | 25     | 8,7 / 8,6 | 1                            |
| 18. Nov. 1951 | 30° 30′ 0″ N, 91° 0′ 0″ O     |                                                                                        | Tibet                             |         | südlich des Himmelssees (Tengrinor oder Nam Co) | 25     | 8         | 1                            |
| 17. Aug. 1952 | 30° 30′ 0″ N, 91° 30′ 0″ O    |                                                                                        | Tibet                             |         | südöstlich des Himmelssees (Tengrinor oder Nam Co), Todesopfer | 60     | 7,5       | 1                            |
| 14. Apr. 1955 | 30° 0′ 0″ N, 101° 42′ 0″ O    |                                                                                        | Sichuan                           |         | nördlich des Gongga Shan, Todesopfer |        | 7,4       | 1                            |
| 7. März 1966  | 37° 18′ 0″ N, 114° 54′ 0″ O   | Xingtai, Longyao                                                                       | Hebei                             | 8.064   | Xingtai-Erdbeben. Erstes Beben einer Bebenreihe, die am 22. März 1966 mit einem Beben der Stärke 6,9 bis 7,6 abschloss (Magnitudenangaben je nach Quelle unterschiedlich). Insgesamt forderte die Bebenserie 8.064 Opfer, 38.000 Verletzten und mehr als 5 Millionen zerstörter Häuser. Das Ereignis veranlasste die Regierung, ein Erdbebenüberwachungs- und Vorhersagesystem einzurichten. | 33     | 6,8       | 1                            |
| 22. März 1966 | 37° 30′ 0″ N, 115° 6′ 0″ O    | Xingtai, Hengshui                                                                      | Hebei                             | 8.064   | Xingtai-Erdbeben. Letztes Beben einer Bebenreihe, die am 22. März 1966 mit einem Beben der Stärke 6,9 bis 7,6 abschloss (Magnitudenangaben je nach Quelle unterschiedlich). Insgesamt forderte die Bebenserie 8.064 Opfer, 38.000 Verletzten und mehr als 5 Millionen zerstörter Häuser. Das Ereignis veranlasste die Regierung, ein Erdbebenüberwachungs- und Vorhersagesystem einzurichten. | 33     | 7,6 / 6,9 | 1                            |
| 25. Juli 1969 | 21° 36′ 0″ N, 111° 48′ 0″ O   |                                                                                        | Guangdong                         | 3.000   | Seebeben im Südchinesischen Meer südlich von Yangjiang | 18     | 5,9 / 6,4 | 1                            |
| 4. Jan. 1970  | 24° 12′ 0″ N, 102° 42′ 0″ O   | Shizhaishan                                                                            | Yunnan                            | 10.000  | bei Lijiashan | 13     | 7,7 / 7,5 | 1                            |
| 6. Feb. 1973  | 31° 18′ 0″ N, 100° 30′ 0″ O   |                                                                                        | Sichuan                           |         | nordwestlich des Gongga Shan, Todesopfer | 5      | 7,7       | 1                            |
| 14. Juli 1973 | 35° 12′ 0″ N, 86° 24′ 0″ O    |                                                                                        | Tibet                             |         | | 22     | 7,5       | 1                            |
| 11. Mai 1974  | 28° 12′ 0″ N, 104° 0′ 0″ O    | Zhaotong, Daguan                                                                       | Yunnan                            | 20.000  | Daguan-Erdbeben. Das Beben war bis in die Nachbarprovinz Sichuan spürbar. Nach offiziellen Angaben wurden 1.423 Menschen getötet, 1.600 verletzt und 66.000 Gebäude beschädigt, davon 28.000 irreparabel. Andere Schätzungen gehen von bis zu 20.000 Toten aus. | 11     | 7,2       | 2/6                          |
| 4. Feb. 1975  | 40° 29′ 0″ N, 122° 48′ 0″ O   | Haicheng, Yingkou                                                                      | Liaoning                          | 2.000   | Viele Verletzte und großer Schaden im Bereich von Yingkou und Haicheng. Schäden geringeren Ausmaßen wurden aus Seoul in Südkorea gemeldet. Das Beben war auch in der Region Primorje, Sibirien spürbar und in Kyushu, Japan. Die Behörden ordneten die Evakuierung der Millionenstadt Haicheng am Tag vor dem Beben an, nachdem eine Zunahme von kleineren Erdbeben beobachtet wurde, die am Ende einer monatelangen Periode von Höhenänderungen der Erdoberfläche und des Grundwasserspiegels sowie merkwürdigen Verhaltens von Tieren stattfanden. Schätzungen gehen davon aus, dass ohne die Evakuierung die Opferzahl bei etwa 150.000 gelegen hätte.       |        | 7,0 / 7,6 | 2                            |
| 29. Mai 1976  | 24° 30′ 0″ N, 98° 54′ 0″ O    | Longling, Dehong                                                                       | Yunnan                            | 98      | Longling-Erdbeben. Zwei fast gleich starke Erdbeben verwüsteten etwa 1.885 km² in 16 Kreisen und Gemeinden. 98 Menschen wurden getötet, 451 ernsthaft verletzt, und mehr als 420.000 Gebäude wurden zerstört. | 8 / 10 | 7,5 / 7,0 | 1                            |
| 27. Juli 1976 | 39° 36′ 0″ N, 118° 12′ 0″ O   | Tangshan                                                                               | Hebei                             | 255.000 | Inoffiziell bis zu 655.000 Tote; siehe Beben von Tangshan 1976. Das Erdbeben gilt als das zweittödlichste der gesamten Menschheitsgeschichte. | 22     | 7,5 / 7,8 | 2                            |
| 16. Aug. 1976 | 32° 48′ 0″ N, 104° 6′ 0″ O    | Sungqu, Pingwu                                                                         | Sichuan                           | 38      | Eine Serie von drei fast gleich starken Erdbeben am 16., 22. und 23. August erschütterten die Kreise Sungqu, Pingwu, Maowen und Nanping und forderten 38 Tote. 2.800 Stück Vieh starben, mehr als 5.000 Häuser stürzten zusammen, und 30 Brücken wie auch mehrere kleinere Wasserkraftwerke wurden zerstört. |        | 7,2       |                              |
| 18. Nov. 1977 | 32° 41′ 24″ N, 88° 23′ 24″ O  |                                                                                        | Tibet                             |         | Todesopfer | 18     | 6,3       | 3                            |
| 9. Juli 1979  | 31° 27′ 0″ N, 119° 14′ 24″ O  | Liyang                                                                                 | Jiangsu                           | 41      | Mehr als 2.000 Verletzte, beträchtlicher Schaden in der Umgebung von Liyang. In fast ganz Ostchina wahrnehmbar. | 11     | 5,5       | 3                            |
| 24. Aug. 1979 | 41° 9′ 0″ N, 108° 7′ 48″ O    | Kreis Wuyuan, Bayan Nur                                                                | Innere Mongolei                   |         | 104 Verletzte und mehr als 400 zerstörte Häuser in der Gegend von Wuyuan. | 33     | 5,9       | 3                            |
| 23. Jan. 1981 | 30° 55′ 48″ N, 101° 6′ 0″ O   | Dawu                                                                                   | Sichuan                           | 150     | 300 Verletzte und großflächige Schäden im Bereich von Dawu. | 33     | 6,6       | 3                            |
| 23. Jan. 1981 | 31° 54′ 36″ N, 99° 55′ 48″ O  | Garzê                                                                                  | Sichuan                           | 10      | 5 Verletzte und Schäden im Bereich von Garzê. | 10     | 5,6       | 3                            |
| 6. Nov. 1983  | 35° 12′ 36″ N, 115° 12′ 36″ O | Heze, Dongming                                                                         | Shandong                          | 34      | Etwa 2.200 Verletzte und 3.300 zerstörte Häuser in der Umgebung von Heze und Dongming. Auch spürbar in Teilen der Provinzen Hebei und Henan. | 19     | 5,7       | 3                            |
| 18. Apr. 1985 | 25° 55′ 34″ N, 102° 52′ 16″ O | Luquan, Xundian                                                                        | Yunnan                            | 23      | 300 Verletzte und Schäden im Bereich von Luquan und Xundian. | 5      | 5,7       | 3                            |
| 23. Aug. 1985 | 39° 30′ 0″ N, 102° 52′ 16″ O  | Ulugqat, Shufu                                                                         | Xinjiang                          | 71      | 162 Verletzte, etwa 15.000 Obdachlose bei ungefähr 85 % zerstörten Häusern im Bereich von Ulugqat und Shufu. Risse in Fernstraßen und Sandvulkane wurden aus dem Kreis Ulugqat gemeldet. Fühlbar in Sufi, Kurgan, Osch, Namangan und Andizhan, in Tadschikistan, Kirgisien und im Fergana-Becken, in Rawalpindi, Islamabad und Peshawar. | 7      | 7,2       | 3                            |
| 11. Sep. 1985 | 39° 21′ 22″ N, 75° 24′ 25″ O  | Ulugqat, Kaschgar, Shufu                                                               | Xinjiang                          | 4       | 61 Verletzte und Schäden im Gebiet von Ulugqat, Kaschgar und Shufu. Fühlbar in Sufi, Kurgan, Osch und in Andizhan und Fergana. | 15     | 6,5       | 3                            |
| 6. Nov. 1988  | 22° 48′ 0″ N, 99° 36′ 0″ O    | Lancang, Menglian                                                                      | Yunnan                            | 730     | Grenzgebiet zu Myanmar. Drei Beben im Abstand von 9 Sekunden und einige Nachbeben. 3.900 Verletzte, 267.000 Obdachlose, 29 Talsperren schwer beschädigt und 67 % der öffentlichen Gebäude im Gebiet von Lancang und Menglian zerstört. Insgesamt waren etwa 3,2 Millionen Menschen in China betroffen. Einige Fernstraßen waren unterbrochen oder von Erdrutschen und Schlammströmen bedeckt. Schäden traten verbreitet im südöstlichen Yunnan auf, und das Beben wurde in der ganzen Provinz Yunnan verspürt. Schäden wurden auch aus Chiang Rai in Thailand gemeldet. Auch spürbar in anderen Teilen Thailands, so etwa in Bangkok, sowie in Lashio in Burma. | 18     | 7,6       | 1/3                          |
| 15. Apr. 1989 | 29° 59′ 13″ N, 99° 11′ 42″ O  | Batang                                                                                 | Sichuan                           | 11      | 5 Verletzte und beträchtlicher Schaden um Batang. 7 der Opfer wurden bei Nachbeben getötet, und mindestens 37 verletzt. | 13     | 6,2       | 3                            |
| 8. Okt. 1989  | 39° 53′ 35″ N, 113° 53′ 2″ O  | Datong, Yangyuan                                                                       | Shanxi, Hebei                     | 29      | 150 Verletzte und etwa 27.500 beschädigte Häuser im Gebiet von Datong und Yangyuan. Spürbar bis Peking. | 10     | 5,3       | 3                            |
| 26. Apr. 1990 | 35° 59′ 10″ N, 100° 14′ 42″ O | Gonghe, Xinghai                                                                        | Qinghai                           | 126     | Viele Verletzte, großflächige Schäden und Erdrutsche im Gebiet von Gonghe und Xinghai. Spürbar auch in der Provinz Gansu. | 8      | 6,9       | 3                            |
| 26. Apr. 1990 | 36° 25′ 37″ N, 103° 7′ 23″ O  | Yongdeng                                                                               | Gansu                             | 14      | Mindestens 60 Verletzte, 5.000 Obdachlose, 4.500 Häuser zerstört und 5.000 beschädigt im Gebiet von Yongdeng. Gespürt in Baiyin, Dingxi, Jingtai, Lanzhou, Tianzhu und Wuwei, ebenso in Xining, der Hauptstadt der Provinz Qinghai. | 13     | 5,7       | 3                            |
| 11. Juli 1995 | 21° 57′ 58″ N, 99° 11′ 46″ O  | Lancang, Menglian, Ximeng                                                              | Yunnan                            | 11      | 136 Verletzte, mehr als 100.000 Häuser zerstört und 42.000 beschädigt in Lancang, Menglian und Ximeng. Gebäudeschäden auch in den Provinzen Chiang Mai und Chiang Rai in Thailand. | 13     | 7,1       | 3                            |
| 23. Okt. 1995 | 26° 0′ 11″ N, 102° 13′ 37″ O  | Wuding, Autonomer Bezirk Chuxiong                                                      | Yunnan                            | 81      | 800 Verletzte und mehr als 200 Gebäude im Gebiet von Wuding beschädigt oder zerstört. Deutlich wahrnehmbar in Chuxiong, Dongchuan, Kunming, Qujing, Zhaotong und vielen anderen Regionen im nördlichen Yunnan, ebenso im südwestlichen Sichuan und in Nordvietnam. | 10     | 6,4       | 3                            |
| 3. Feb. 1996  | 27° 17′ 28″ N, 100° 16′ 34″ O | Lijiang                                                                                | Yunnan                            | 322     | 3.925 Schwer- und 13.000 Leichtverletzte. Etwa 358.000 Häuser zerstört und 654.000 beschädigt, mehr als 320.000 Obdachlose. Maximale Intensität in Lijiang. Komplexes Ereignis. | 11     | 6,5       | 3                            |
| 19. März 1996 | 39° 59′ 35″ N, 76° 41′ 46″ O  | Artux (Kirgisischer Autonomer Bezirk Kizilsu), Payzawat (Regierungsbezirk Kaschgar)    | Xinjiang                          | 24      | 128 Verletzte und mehr als 15.314 Gebäude im Gebiet Artux – Payzawat zerstört. Spürbar im Gebiet von Maralbexi, Kaschgar, Ulugqat und Kargilik. Zwei Beben im Abstand von 8 Sekunden. | 28     | 6,3       | 3                            |
| 3. Mai 1996   | 40° 46′ 26″ N, 109° 39′ 40″ O | Baotou                                                                                 | Innere Mongolei                   | 18      | 300 Verletzte und ausgedehnter Schaden um Baotou. Spürbar bis Peking, Hohhot, Taiyuan, Xi’an und Yinchuan. | 26     | 6         | 3                            |
| 21. Jan. 1997 | 39° 28′ 26″ N, 76° 59′ 53″ O  | Payzawat (Regierungsbezirk Kaschgar)                                                   | Xinjiang                          | 12      | 40 Verletzte und 2.500 Familien obdachlos; etwa 14.000 Gebäude zerstört, 17.000 beschädigt und 3.360 Stück Vieh im Gebiet von Payzawat getötet. Gefühlt in Aksu, Akto, Artux, Kaschgar und Ulugqat. | 33     | 5,8       | 3                            |
| 11. Apr. 1997 | 39° 31′ 37″ N, 76° 56′ 28″ O  | Payzawat (Regierungsbezirk Kaschgar)                                                   | Xinjiang                          | 9       | 89 Verletzte, 100.000 obdachlos, tausende Gebäude zerstört und 11.000 Stück Vieh im Kreis Payzawat getötet. Spürbar in den Kreisen Maralbexi, Shule, Yengisar und Yopurga. Schwerstes Erdbeben in einem Bebenschwarm, der am 21. Januar 1997 begonnen hatte. | 15     | 6,1       | 3                            |
| 8. Nov. 1997  | 35° 4′ 8″ N, 87° 19′ 30″ O    |                                                                                        | Tibet                             |         | Komplexes Beben mit mindestens zwei größeren Ereignissen 3 und 6 Sekunden nach Beginn. | 33     | 7,9       | 3                            |
| 10. Jan. 1998 | 41° 4′ 59″ N, 114° 30′ 0″ O   | Shangyi, Zhangbei                                                                      | Hebei                             | 70      | 11.500 Verletzte, 44.000 obdachlose Familien, ausgedehnte Schäden und Feuer im Gebiet von Shangyi und Zhangbei. Über 70.000 Häuser beschädigt oder zerstört. Im nordwestlichen Hebei wurden Teile der Chinesischen Mauer beschädigt. Starke Erschütterungen bis Zhangjiakou und Peking. | 30     | 5,7       | 3                            |
| 27. Aug. 1998 | 39° 39′ 36″ N, 77° 20′ 35″ O  | Payzawat (Regierungsbezirk Kaschgar)                                                   | Xinjiang                          | 3       | 7 Verletzte, über 3.600 Häuser zerstört, 18.771 beschädigt und 159 Stück Vieh in Kreis Payzawat getötet. | 33     | 6,4       | 3                            |
| 19. Nov. 1998 | 27° 18′ 29″ N, 101° 1′ 44″ O  | Grenzgebiet zwischen Ninglang (Stadt Lijiang) und Yanyuan (Autonomer Bezirk Liangshan) | Yunnan, Sichuan                   | 5       | Mindestens 1.543 Verletzte, mehr als 23.600 obdachlos, über 12.000 Häuser zerstört, etwa 16.000 Gebäude beschädigt, 47 Brücken und 36 Talsperren beschädigt, Unterbrechung von Strom- und Telefonnetz in den Kreisen Huaping, Lijiang, Ninglang und Yongsheng. Erdrutsche im Epizentrum blockierten einen Fluss. | 33     | 5,6       | 3                            |
| 14. Jan. 2000 | 25° 36′ 25″ N, 101° 3′ 47″ O  |                                                                                        | Yunnan                            | 7       | 2.528 Verletzte, 92.479 Obdachlose und mehr als 41.000 Häuser zerstört in Zentral-Yunnan. | 33     | 5,9       | 3                            |
| 23. Feb. 2001 | 29° 30′ 47″ N, 101° 7′ 44″ O  | Kreise Kangding, Yajiang                                                               | Sichuan                           | 3       | 109 Verletzte und 60.000 Häuser zerstört in den Kreisen Kangding und Yajiang. | 33     | 5,6       | 3                            |
| 12. Apr. 2001 | 24° 46′ 5″ N, 99° 3′ 40″ O    | Shidian                                                                                | Yunnan                            | 2       | 190 Verletzte, 30.000 Häuser zerstört. Im Gebiet von Shidian wurden Straßen von Erdrutschen blockiert. | 10     | 5,6       | 3                            |
| 14. Nov. 2001 | 35° 56′ 46″ N, 90° 32′ 28″ O  |                                                                                        | Qinghai                           |         | Einige zerstörte Häuser in Bereich von Xidatan südwestlich von Golmud. Die Erschütterungen waren spürbar in Golmud, in den Provinzen Qinghai, Südost-Xinjiang, West-Gansu und Nord-Sichuan. In hohen Gebäuden in Lanzhou spürbar. | 10     | 7,8       | 3                            |
| 28. Juni 2002 | 43° 48′ 11″ N, 130° 39′ 18″ O | Kreis Dongning und Luozigou                                                            | Heilongjiang                      |         | Epizentrum nahe der Grenze zu Jilin. Spürbar in ganz Heilongjiang, in Jilin, Liaoning und in Teilen der Provinzen Hebei, Henan, Innere Mongolei, Shandong, Zhejiang und in Peking, ebenso in der Region Primorje in Sibirien, Wladiwostok, Seoul, Honshū und Hokkaidō. | 566,2  | 7,3       | 2                            |
| 24. Feb. 2003 | 39° 36′ 36″ N, 77° 14′ 24″ O  | Maralbexi, Regierungsbezirk Kaschgar                                                   | Xinjiang                          | 261     | 4.000 Verletzte, ausgedehnte Schäden. 71.000 Gebäude zerstört und 40.119 beschädigt, 38.259 Stück Vieh im Kreis Maralbexi getötet. Bis Ürümqi und Almaty spürbar. | 11     | 6,3       | 2                            |
| 25. Feb. 2003 | 39° 28′ 59″ N, 77° 23′ 35″ O  | Kreis Maralbexi                                                                        | Xinjiang                          | 5       | Sachschaden im Kreis Maralbexi. | 10     | 5,4       | 3                            |
| 21. Juli 2003 | 25° 57′ 36″ N, 101° 19′ 12″ O | Dayao                                                                                  | Yunnan                            | 16      | 584 Verletzte, 264878 zerstörte Häuser 264.878 zerstörte und 1.186.000 beschädigte Gebäude. 1.508 Nutztiere in Yunnan getötet. Ein Kraftwerk wurde beschädigt, und Erdrutsche blockierten Straßen. Die Schadenssumme wurde auf 75 Millionen US-Dollar geschätzt. | 10     | 6         | 2                            |
| 25. Okt. 2003 | 38° 24′ 0″ N, 100° 57′ 4″ O   | Kreise Minle, Shandan                                                                  | Gansu – Qinghai                   | 9       | Mehr als 43 Verletzte und tausende obdachlos; 10.000 zerstörte 45.000 beschädigte Häuser. Schäden an 2 Talsperren, 16.000 Nutztiere in den Kreisen Minle und Shandan getötet. Geschätzte Schadenssumme 40 Millionen US-Dollar. | 10     | 5,8       | 3                            |
| 14. Nov. 2003 | 27° 22′ 19″ N, 103° 58′ 16″ O | Kreise Ludian, Zhaotong                                                                | Sichuan – Yunnan – Guizhou        | 4       | 65 Verletzte, 600 zerstörte und 98.000 beschädigte Häuser in den Kreisen Ludian and Zhaotong. | 33     | 5,6       | 3/6                          |
| 1. Dez. 2003  | 42° 54′ 18″ N, 80° 30′ 54″ O  | Kreis Mongolküre                                                                       | Xinjiang – Grenzregion Kasachstan | 11      | 47 Verletzte, 769 Häuser zerstört und viele beschädigt im Kreis Mongolküre. Erschütterungen bis nach Kasachstan und Kirgisistan spürbar. | 10     | 6         | 3                            |
| 10. Aug. 2004 | 27° 15′ 58″ N, 103° 52′ 23″ O | Kreis Ludian                                                                           | Yunnan                            | 4       | Fast 200 Schwer- und 400 Leichtverwundete, mehr als 120.000 obdachlos. 18.556 zerstörte und 65.601 beschädigte Häuser im Kreis Ludian. Schäden an 22 Talsperren. | 6      | 5,4       | 3                            |
| 26. Nov. 2005 | 29° 42′ 0″ N, 115° 42′ 0″ O   | Jiujiang, Ruichang                                                                     | Jiangxi                           | 16      | 8.000 Verletzte und 150.000 zerstörte Häuser im Gebiet von Jiujiang und Ruichang. Kleinere Schäden in Wuhan. Spürbar in Anhui, Hubei, Hunan und Zhejiang. | 11     | 5,2       | 3                            |
| 22. Juli 2006 | 27° 59′ 42″ N, 104° 8′ 17″ O  | Kreis Yanjin                                                                           | Sichuan, Yunnan, Guizhou          | 22      | Neben den Toten mindestens 106 Verletzte durch einen Erdrutsch im Kreis Yanjin. | 56     | 4,6       | 3                            |
| 2. Juni 2007  | 23° 1′ 41″ N, 101° 3′ 7″ O    | Ning’er                                                                                | Yunnan                            | 3       | Mindestens 329 Verletzte, Straßen durch Felsstürze blockiert. Die Schadenssumme im Gebiet von Ning'er wurde auf 310 Millionen US-Dollar geschätzt. Fühlbar in Simao und Jinghong. | 5      | 6,1       | 3                            |
| 20. März 2008 | 35° 26′ 42″ N, 81° 23′ 31″ O  | Keriya, Qira, Lop                                                                      | Xinjiang – Tibet Grenzregion      |         | >45.000 Obdachlose | 22,9   | 7,2       | 2                            |
| 12. Mai 2008  | 30° 59′ 10″ N, 103° 21′ 50″ O | Dujiangyan, Mianzhu, Mianyang                                                          | Sichuan                           | > 69000 | Erdbeben in Sichuan 2008 | 19     | 7,9       | 2                            |
| 13. Apr. 2010 | 33° 16′ 16″ N, 96° 37′ 44″ O  | Yushu                                                                                  | Qinghai                           | > 1300  | Yushu-Erdbeben 2010 | 17     | 6,9       | [ 21 ]                       |
| 20. Apr. 2013 | 30° 17′ 2″ N, 102° 57′ 22″ O  | Lushan                                                                                 | Sichuan                           | 196     | 360 km südlich von Jiuzhaigou. Mehr als 14.700 Verletzte. 193.000 Häuser stürzten ein, mehr als 500.000 wurden schwer beschädigt. | 13     | 7         | [ 22 ]                       |
| 3. Aug. 2014  | 27° 11′ 20″ N, 103° 24′ 32″ O | rd. 29 km westsüdwestlich der Stadt Zhaotong                                           | Yunnan                            | 617     | Mehr als 3.100 Verletzte, zahlreiche Gebäude stürzten ein oder wurden schwer beschädigt. | 12     | 6,2       | [ 23 ]                       |
| 8. Aug. 2017  | 33° 11′ 35″ N, 103° 51′ 18″ O | 200 km NO von Guangyuan                                                                | Sichuan                           | 25      | Jiuzhaigou-Erdbeben 2017 | 9      | 6,5       | [ 24 ]                       |
| 17. Juni 2019 | 28° 24′ 18″ N, 104° 57′ 25″ O | 24 km O von Gong                                                                       | Sichuan                           | 13      | 226 Verletzte, mehr als 10.000 Häuser wurden beschädigt. | 10     | 6         | [ 25 ] [ 26 ]                |
| 5. Sep. 2022  | 29° 40′ 44″ N, 102° 14′ 10″ O | 44 km SO von Kangding                                                                  | Sichuan                           | 93      | Mehrere hundert Verletzte, tausende beschädigte und zerstörte Häuser | 12     | 6,6       | [ 27 ] [ 28 ]                |
| 18. Dez. 2023 | 35° 44′ 35″ N, 102° 49′ 37″ O | 98 km OSO von Lanzhou                                                                  | Gansu                             | 151     | Knapp 1000 Verletzte; fast 15.000 eingestürzte und über 200.000 beschädigte Gebäude | 10     | 5,9       | [ 29 ] [ 30 ] [ 31 ]         |
| 22. Jan. 2024 | 41° 16′ 8″ N, 78° 38′ 56″ O   | 130 km W von Aksu                                                                      | Xinjiang                          | 3       | 74 Verletzte, vor allem in Kasachstan; 120 beschädigte oder eingestürzte Gebäude (davon 58 eingestürzt) | 13     | 7,0       | [ 32 ] [ 33 ] [ 34 ]         |
| 9. Jan. 2025  | 28° 38′ 20″ N, 87° 22′ 52″ O  | Kreis Tingri                                                                           | Tibet                             | 126+    | mindestens 188 Verletzte | 10     | 7,1       | siehe Erdbeben in Tibet 2025 |